# Hochleitnerita
La hochleitnerita és un mineral de la classe dels fosfats que pertany al grup de la paulkerrita. Rep el nom en honor de Rupert Hochleitner (1954) per les seves importants contribucions a la química cristal·lina dels minerals i la difusió del coneixement sobre la identificació de minerals a través dels seus llibres sobre el tema, traduïts a 12 idiomes.

## Característiques
La hochleitnerita és un fosfat de fórmula química [K((H₂O)Mn₂(Ti₂Fe)(PO₄)₄O₂(H₂O)₁₀·4H₂O. Va ser aprovada com a espècie vàlida per l'Associació Mineralògica Internacional l'any 2023, i publicada pocs mesos després. Cristal·litza en el sistema ortoròmbic.
L'exemplar que va servir per a determinar l'espècie, el que es coneix com a material tipus, es troba conservat a les col·leccions mineralògiques del Museu d'Història Natural del Comtat de Los Angeles, a Los Angeles (Califòrnia) amb el número de catàleg: 76277.

## Formació i jaciments
Va ser descoberta a la pegmatita Hagendorf South, situada a Waidhaus, dins el districte de Neustadt an der Waldnaab de la regió de l'Alt Palatinat (Baviera, Alemanya). Aquest indret és l'únic a tot el planeta on ha estat descrita aquesta espècie mineral.